# Fabian Delph
Fabian Delph (Bradford, 21 de novembro de 1989) é um ex-futebolista inglês que atuava como volante e lateral-esquerdo.

## Carreira

### Aston Villa
No dia 3 de agosto de 2009, devido ao seu ótimo desempenho no último campeonato (da terceira divisão), onde foi eleito o melhor jogador, Delph acabou se transferindo para o Aston Villa.

### Everton
Já no dia 15 de julho de 2019, após quatro anos no Manchester City, foi anunciado como novo reforço do Everton. Segundo a imprensa inglesa, os Toffees desembolsaram cerca de 9 milhões de euros (37 milhões de reais) para contratar o volante, que foi o terceiro reforço da equipe para a temporada.

## Títulos
Manchester City
- Copa da Liga Inglesa: 2015–16, 2017–18, 2018–19
- Campeonato Inglês: 2017–18, 2018–19
- Copa da Inglaterra: 2018–19